# Dakini (film)
Pour l’article homonyme, voir Dakini.
Pour plus de détails, voir Fiche technique et Distribution.
Dakini (Honeygiver Among the Dogs) est un film policier bhoutanais écrit et réalisé par la Bhoutanaise Dechen Roder et sorti en 2016.
Le film a été projeté dans la section Panorama au 67e Festival international du film de Berlin (2017).

## Synopsis
Le détective Kinley (Jamyang Jamtsho Wangchuk) enquête sur la disparition d'une nonne bouddhiste. Il forme une alliance houleuse avec la principale suspecte, Choden (Sonam Tashi Choden), une femme séduisante considérée par les villageois comme une "sorcière".
Au fil des histoires que lui raconte Choden sur les dakini passées (des femmes éveillées, bouddhistes, de pouvoir et de sagesse), Kinley croit entrevoir la résolution de l'enquête. Il devra cependant succomber aux charmes de Choden et à ses croyances surnaturelles.
Ce film est le premier long-métrage de la réalisatrice et scénariste Dechen Roder, l'une des rares femmes de sa profession au Bhoutan.

## Fiche technique
- Titre : Honeygiver Among the Dogs
- Réalisation : Dechen Roder
- Scénario : Dechen Roder
- Photographie : Jigme Tenzing
- Montage : Dechen Roder
- Musique : Tashi Dorji
- Pays d'origine :  Bhoutan
- Langue originale : Dzongkha
- Format : couleur
- Genre : film policier
- Durée : 132 minutes
- Dates de sortie :
  - Bhoutan : 7 octobre 2016 (Festival international du film de Busan)

## Distribution
- Jamyang Jamtsho Wangchuk : Kinley
- Sonam Tashi Choden : Choden
- Chencho Dorji : Norbu
- Kunga Dorji : Chief Wangdi
- Deki Yangchen : Jampa